# Eitan (blindé)
L'Eitan (en hébreu : איתן , inébranlable) est un véhicule blindé de transport de troupes israélien tout terrain à huit roues motrices, conçu et fabriqué en Israël. Il est destiné à remplacer à partir de 2022 le véhicule blindé chenillé M113 en service dans les forces terrestres israéliennes depuis les années 1960.

## Caractéristique
L'Eitan a été développé à partir d'une feuille blanche, c'est-à-dire qu'il n'a pas été conçu sur la base d'un véhicule existant. Même s'il est construit de zéro, la configuration reste très classique avec les chauffeur et moteur à l'avant, le module de combat et le commandant au milieu, et les passagers à l'arrière. 
Le blindage est classé selon la norme STANAG 4569 niveau 4, pouvant théoriquement résister à des tirs directs jusqu'au calibre 14,5 mm, ou à une explosion d'obus de calibre 155 mm à une distance de 30 m et à une mine de  10 kg.

## Historique
Le 31 juillet 2023, le général de brigade Oren Giber annonce que les Eitan et Namer allaient recevoir en 2024 une tourelle inhabitée armée d'un canon-mitrailleur de 30 mm.

## Déploiement
Il est utilisé en opérations de combat pour la première fois durant la Guerre Israël-Gaza de 2023.
Il est déployé en Cisjordanie en janvier 2025 par la brigade Bislamach.